# キラキラフィズ
『キラキラフィズ』は、日本の漫画家有間しのぶによる恋愛漫画である。月刊まんがライフ（竹書房）に連載。単行本全2巻（2002年出版）。単行本の巻末に『快楽遊民』（かいらくゆうみん）が載っている。

## 概要
作者は、デビュー作の『本場ぢょしこうマニュアル』以来、笑いを基本として作品を描いているが、『ガール・ミーツ・ガール』（1991年、竹書房）収録の短編のあたりには、叙情的な表現を取り混ぜるようになって来る。この『キラキラフィズ』では、笑いの要素がほとんど無くなり、ひたすら主人公、桃野里（もものさと、24歳、女性、未婚、OL）の心の揺れ動くさまを、詩のように描き出している。絵も叙情詩のように静かで大胆な構図・情景を頻繁に用いるようになる。こうした絵の大胆さは『本場ぢょしこうマニュアル』の頃から稀に見られた。

## 登場人物
登場人物は、同時期、月刊まんがくらぶ（竹書房）に連載していた『快楽遊民』と重複しており、設定も同じで、両者は一つの世界の二側面を描いたものと言え、異なる雑誌で同時連載するという希少な形式を採っている。この作品以後、作者は再び笑いを中心とした作品に戻っていくが、恋愛要素や感情表現が多彩になっていくなど確実に作風は変化していく。2006年4月現在連載中の「ホテルポパン」では、再び笑いの要素を排除して物語が描かれている。『キラキラフィズ』は、作者が何かを吹っ切ることができた、転換期の作品と言える。
登場人物の名前が、下記のように果物からとられている点で統一されている点も特徴である。
- 桃野里・杏畑民雄（あんずばたたみお）・桑村（くわむら）ノビル・クリコ・柑野（かんの）みゆき・桜庭（さくらば）チエリ（チェリーにかけていると思われる。）・同ビワコ（妹）等

『快楽遊民』のみに登場する人物名も同様にされている。
- 瓜田林吾（うりたりんご）・朝摘（あさづみ）いちご・梅小路（うめこうじ）等